# Serhij Kurykin
Serhij Iwanowycz Kurykin, ukr. Сергій Іванович Курикін (ur. 1 czerwca 1959 w Kijowie) – ukraiński polityk, nauczyciel i historyk, były wiceprzewodniczący Partii Zielonych Ukrainy, parlamentarzysta, w latach 2001–2002 minister środowiska i zasobów naturalnych, w latach 2015–2016 p.o. ministra w tym resorcie.

## Życiorys
W 1981 ukończył studia historyczne w Kijowskim Państwowym Instytucie Pedagogicznym. W 2001 został absolwentem studiów z prawa międzynarodowego na Kijowskim Uniwersytecie Narodowym im. Tarasa Szewczenki.
W 1981 rozpoczął pracę jako nauczyciel. Pomiędzy 1981 a 1982 odbywał służbę wojskową w Azji, po czym do 1984 pracował w katedrze filozofii swojej macierzystej uczelni. W 1984 powrócił do pracy nauczyciela, ucząc historii i nauk społecznych. Od 1985 do 1987 uczęszczał na kurs dla wykładowców, po czym w latach 1988–1995 wykładał w katedrze historii Ukrainy na w Kijowskim Narodowym Instytucie Lingwistycznym. Od 1995 do 1997 był konsultantem w Ukraińskiej Akademii Nauk Politycznych.
Od 1987 związany ze środowiskiem ekologicznym. Został członkiem Partii Zielonych Ukrainy, w jej ramach obejmował funkcje członka rady politycznej oraz wiceprzewodniczącego do spraw politycznych. W kadencji 1998–2002 zasiadał w Radzie Najwyższej, został wybrany z 4. miejsca listy PZU. Od 1998 był również delegatem do Zgromadzenia Parlamentarnego Rady Europy. Od czerwca 2001 do listopada 2002 był ministrem środowiska i zasobów naturalnych w rządzie Anatolija Kinacha. W latach 2003–2006 członek władz Europejskiej Partii Zielonych. Bezskutecznie kandydował do parlamentu w 2002 (z 4. miejsca) i 2006 (z 3. miejsca). Pomiędzy 2003 a 2012 pracował w administracji miejskiej Kijowa jako wicedyrektor departamentu rozwoju miejskiego i ochrony środowiska oraz jako dyrektor departamentu środowiska i zasobów naturalnych. W latach 2005–2010 był przewodniczącym rady przy krajowym regulatorze energetyki. W 2010 krótko pełnił funkcję doradcy ministra gospodarki. Przez kilka lat przewodniczył ZPU, innej odwołującej się do nurtu ekologicznego formacji politycznej. W 2011 ponownie związał się z PZU.
W lutym 2015 został wiceministrem środowiska. W sierpniu tegoż roku powołany na pełniącego obowiązki ministra środowiska w drugim rządzie Arsenija Jaceniuka. Stanowisko to zajmował do stycznia 2016. Odwołano go ze względu na nadużycia finansowe przy wykorzystaniu pieniędzy do realizowania postanowień protokołu z Kioto
Żonaty, ma syna.